# Franz Strobl (Politiker, 1893)
Franz Strobl (* 24. Oktober 1893 in Haugsdorf, Niederösterreich; † 28. Mai 1970 ebenda) war ein österreichischer Kleinbauer und Politiker der Sozialdemokratischen Arbeiterpartei (SdP).

## Leben
Franz Strobls Eltern waren der Halblehner (Besitzer eines halbierten Lehens) Franz Strobl und Theresia Strobl geb. Hengl. Franz Strobl ging in Haugsdorf in die Volks- und Bürgerschule. Am 21. Mai 1923 heiratete er in Haugsdorf Leopoldina Berghuber geb. 1899.

## Politische Mandate
- 24. April 1931 bis 3. Juni 1932: Mitglied des Bundesrates (IV. Gesetzgebungsperiode), SdP